# Chrome Engine
Chrome Engine — серия игровых движков, разрабатываемых и поддерживаемых польской компанией Techland. Существует семь поколений игрового движка, начиная с седьмой версии он именуется C-Engine.

## История разработки
Первая версия движка была впервые применена в гоночной аркадной игре Pet Racer (2001), но наиболее известной игрой с его использованием стал 3D-шутер с видом от первого лица Chrome 2003 года. Позднее движок успешно применялся компанией во множестве своих игр разных жанров: например, в мотоциклетных гонках FIM Speedway Grand Prix и раллийной серии Xpand Rally.
Chrome Engine постоянно совершенствуется и дорабатывается компанией-разработчиком. Существует семь версий игрового движка. Так, Chrome Engine третьей версии применялся в Call of Juarez (2006), на основе четвёртой сделана Call of Juarez: Bound in Blood (2009), а пятую версию использует Dead Island (2011). Начиная с 2016 года и игры́ Dying Light, компания переходит на Сһrome Engine 6.
В процессе разработки Dying Light 2: Stay Human (2023), Techland проводит ребрендинг технологии, и новая седьмая номерная версия именуется C-Engine. Из интервью с разработчиками стало известно о том, что с этой версией был представлен новый редактор уровней, была оптимизирована работа на многоядерных процессорах, система игровых компонентов позволила добавлять на уровни больше трёхмерных объектов. Помимо этого, была реализована потоковая подгрузка данных, названная World Streaming, для реализации «бесшовного» мира.
Помимо внутреннего использования самой Techland, которая применяет данный движок до сих пор (2023), он также лицензировался и другими компаниями. Так, российская «1C» приобрела движок для сотрудничавших с ней разработчиков, в результате чего он был использован в серии автосимуляторов «Полный привод» — почти всех её основных частях и многочисленных самостоятельных дополнениях. Помимо этого, Chrome Engine был задействован в гоночных играх «Экспедиция Трофи: Мурманск-Владивосток», «Автопробег „Черное море“», KRAZ и GM Rally, также изданных «1С».
Другая компания — польская CI Games — занимающаяся разработкой и изданием игр — использовала Chrome в большинстве собственных разработок (до 2010). Например, в шутерах Code of Honor, The Hell in Vietnam, Sniper: Ghost Warrior и других. Другая лицензия на ранний Chrome Engine была приобретена польской компанией Longsoft (впоследствии, она создала на нем Small Army 2002 года).

## Технические характеристики

Call of Juarez (2006). Показана работа игрового движка с водными поверхностями — волны, светопреломления и отражения, а также эффект глубины резкости

Call of Juarez (2006). Видны большие локации игры, отображаемые без видимых подгрузок, а также проработанная растительность, отбрасывающая динамические тени в реальном времени

Dead Island (2011). В этом зомби-шутере представлены обновленные графические эффекты, в том числе и возможность деформации черепа при схватках с противниками

Часть характеристик дана согласно разделу на сайте разработчиков.
Chrome Engine является мультиплатформенным игровом движком: изначально будучи ПК-эксклюзивным, в поздние версии (начиная с Chrome Engine 4) была добавлена поддержка игровых консолей седьмого поколения — Xbox 360 и PlayStation 3; позднее расширенная восьмым и девятым поколениями игровых систем.
Chrome Engine оптимизирован для создания игр различных жанров — так, на его основе были созданы как шутеры и приключенческие игры, так и гоночные симуляторы.
Хорошо оптимизированный рендеринг геометрии на открытых пространствах, расширяемый сокращением полигонов в моделях или геомипмаппингом (англ. geomipmapping) и полигональным сокращением, а также уровни детализации для ландшафтов и объектов в качестве меры оптимизации, позволяют создавать локации очень больших размеров, в том числе и игры с открытым миром. Начиная с седьмой версии, C-Engine, были сделаны значительные изменения в движке для реализации открытого игрового пространства, среди которых потоковая загрузка данных, названная World Streaming.
Дизайнеры уровней могут использовать процедурную растительность и мэши, позволяющие создавать ландшафты, траву и кусты или скалы с горными утесами (реализовано в серии Call of Juarez). Также есть реализация гибкой системы дорог, позволяющей создавать пути перемещения объектов, дороги, потоки или реки разной сложности. Используя эту особенность, можно создавать большие локации, такие как город, с имитацией движения пешеходов и автомобилей, подобно серии игр Grand Theft Auto.
Имеется скелетная анимация персонажей, поддерживающая комплексные скелеты, эффекты морфинга, проигрывание многоструктурной анимации с различными физическими параметрами объекта.
Реализована расширенная лицевая мимика. Возможность делать подвижные головы и глаза персонажей, наблюдающих за перемещением объектов на сцене, например, за действиями игрока.

### Графический движок
Графический движок (рендер) является основной частью Chrome Engine, ответственной за отображение всей игровой графики. На ПК поддерживает вывод изображения силами DirectX версий 11, 12, 12 Ultimate (с трассировкой лучей).
Поддерживается статическое и динамическое определение видимых поверхностей, используя настраиваемые вручную occluders и порталы, продвинутая система управления ресурсами, позволяющая рационально использовать обработку данных графическим процессором.
В Chrome Engine реализована сложная система материалов, позволяющая легко использовать различные скрипты для материалов в утилите MaterialEditor, поддержка попиксельного освещения с применением нормал-маппинга, бамп-маппинга, паралакс-маппинга, environmental-маппинга или настраиваемого затенения по Фонгу, система уровней доступа, позволяющая модифицировать все визуальные аспекты обрабатываемых объектов, система уровней доступа для деколей.
В качестве эффектов графики присутствуют 64-битный HDR-рендеринг, глубина резкости, тон-маппинг, краевой антиалиасинг, гамма-коррекция, motion blur, bloom, glow, ambient occlusion (поддержка некоторых эффектов была добавлена начиная с Сһrome Engine 3). Реализованы продвинутые техники динамического мягкого освещения, включающие метод shadow mapping, динамические тени от всех объектов сцены, фильтрацию вывода теней; для визуальных эффектов — система частиц, настраиваемая в утилите Visual FxEditor (с помощью частиц можно создавать различные эффекты окружения: городская пыль, вызванная ветром, туман, солнечные преломления, дождь, водные поверхности или огонь, расширяемый на объекты, подверженные горению).

### Физический движок
Интегрированный в Chrome физический движок был основан на открытых исходных кодах Open Dynamics Engine (ODE) — свободно распространяемого программного обеспечения, поставляющегося в виде подключаемой библиотеки. С обновлением до C-Engine, ODE был заменен на Bullet Physics Library.
Поддерживается физика твёрдых тел, базовая физика с предопределёнными путями взаимодействия. Поддерживаются действия игрока с различными предметами, «лежащими» на уровне, частично разрушаемое окружение, физика тряпичных кукол, транспортных средств, тканей (для анимации одежды), уровни детализации физики (позволяет настраивать степень взаимодействия с предметами, от минимального, до самого сложного, для экономии ресурсов).

### Звуковой движок
Звуковой движок поддерживает все ключевые аудиоформаты нескольких игровых платформ — Ogg Vorbis (только для ПК), несжатые wave-файлы, adpcm, WMA, XMA (на Xbox 360) и atrac (на PlayStation 3). Поддерживается трёхмерное позиционирование звуковых эффектов, включая звук 5.1, динамическая музыка, потоковое воспроизведение с предварительной буферизацией. Начиная С-Engine, представленного с Dying Light 2, в качестве аудиосистемы интегрирован Audiokinetic Wwise.

### Сетевой код
Поддерживается многопользовательская игра по Интернету либо локальной сети по принципу «клиент-сервер». Использование низкоуровневого протокола UDP позволяет комбинировать надёжные и ненадёжные схемы передачи для оптимизации геймплея, одинаково работая как на системах с низкой пропускной способностью, так и на высокоскоростных сетях. Мастер-сервер собирает информацию о активности игроков во время многопользовательской игры для подсчёта и вывода в таблице.
Также существует возможность проверки подлинности игры посредством сличения уникального серийного номера игры.

## Игры, использующие Chrome Engine
Chrome Engine 1
- 2001 — Pet Racer от Techland
- 2001 — Pet Soccer от Techland
- 2002 — Small Army от Longsoft Multimedia[11][12]
- 2003 — Chrome от Techland
- 2003 — FIM Speedway Grand Prix от Techland
- 2004 — Xpand Rally от Techland
- 2004 — Advanced Battlegrounds: The Future of Combat от Techland
- 2005 — Chrome SpecForce от Techland
- 2006 — Crazy Soccer Mundial от Techland
- 2006 — Xpand Rally Xtreme от Techland
- 2006 — GTI Racing от Techland
- 2006 — FIM Speedway Grand Prix 2 от Techland
- 2006 — Terrorist Takedown: Covert Operations от CI Games — тогда City Interactive S.A.
- 2006 — Terrorist Takedown: War in Colombia от CI Games
- 2006 — Экспедиция-Трофи: Мурманск — Владивосток от Symphony Games[8]
- 2007 — Полный привод: УАЗ 4x4 от Avalon Style Entertainment[7]
- 2007 — Полный привод: УАЗ 4х4. Уральский призыв от Avalon Style Entertainment)
- 2007 — Автопробег «Черное море» (англоязычное название — Classic Car Racing) от X-Bow Software)
- 2007 — Code of Honor: The French Foreign Legion от CI Games
- 2007 — The Hell in Vietnam от CI Games
- 2007 — Mortyr 3 от CI Games

Chrome Engine 2
- 2007 — Sniper: Art of Victory от CI Games[13]
- 2008 — Полный привод 2: HUMMER от Avalon Style Entertainment[14]
  - 2009 — Полный привод 2: HUMMER. Extreme Edition от 1C-Avalon
- 2008 — Nikita: Speedy Pirates от Techland
- 2008 — Nikita: The Mystery of the Hidden Treasure от Techland и Oxygen Lab
- 2008 — Полный привод 2: УАЗ 4х4 от Avalon Style Entertainment
  - 2009 — Полный привод 2: Легендарные внедорожники СССР — УАЗы эпохи 1960-х от 1C-Avalon
  - 2009 — Полный привод 2: Легендарные внедорожники СССР — УАЗы эпохи 1970-х от 1C-Avalon
  - 2009 — Полный привод 2: Легендарные внедорожники СССР — УАЗы эпохи 1980-х от 1C-Avalon
  - 2009 — Полный привод 2: Легендарные внедорожники СССР — УАЗы эпохи 1990-х от 1C-Avalon
  - 2009 — Полный привод 2: Легендарные внедорожники СССР — УАЗы нашего времени от 1C-Avalon
- 2008 — Полный привод 2: Даурский марафон от 1C-Avalon
- 2008 — Полный привод 2: Сибирский призыв от 1C-Avalon
- 2008 — Battlestrike: Force of Resistance от CI Games
- 2009 — GM Rally от X-Bow Software
- 2010 — KRAZ от 1C-Avalon
- 2010 — Полный привод. Трофи Мурманск — Владивосток 2 от 1C-Avalon

Chrome Engine 3
- 2006 — Call of Juarez от Techland
- 2008 — FIM Speedway Grand Prix 3 от Techland
- 2009 — Speedway Liga от Techland
- 2011 — FIM Speedway Grand Prix 4 от Techland

Chrome Engine 4
- 2009 — Call of Juarez: Bound in Blood от Techland
- 2010 — Sniper: Ghost Warrior от CI Games
- 2010 — nail’d от Techland
- 2012 — Mad Riders от Techland
- Отменена — Chrome 2 от Techland
- Отменена — Warhound от Techland

Chrome Engine 5
- 2011 — Call of Juarez: The Cartel от Techland
- 2011 — Dead Island от Techland
- 2013 — Dead Island: Riptide от Techland
- 2013 — Call of Juarez: Gunslinger от Techland

Chrome Engine 6
- 2015 — Dying Light от Techland
- 2018 — Dying Light: Bad Blood от Techland
- 2016 — Dead Island: Definitive Edition от Techland
- 2016 — Dead Island: Riptide Definitive Edition от Techland
- Отменена — Hellraid от Techland

C-Engine
- 2022 — Dying Light 2: Stay Human от Techland